# Trofeo Alfredo Binda-Comune di Cittiglio 2016
Den 41. udgave af Trofeo Alfredo Binda-Comune di Cittiglio fandt sted den 20. marts 2016. Løbet startede i byen Gavirate og sluttede i Cittiglio. Løbet var det tredje i UCI Women's World Tour 2016.

## Hold
Seksogtyve UCI-hold og to udvalgte landshold startede.
| Équipes UCI             | Équipes UCI | Équipes UCI |
| Holdets navn            | Land        | Kode        |
| ----------------------- | ----------- | ----------- |
| Alé Cipollini           | Italien     | ALE         |
| Aromitalia Vaiano       | Italien     | VAI         |
| BePink                  | Italien     | BPK         |
| Boels Dolmans           | Holland     | DLT         |
| BTC City Ljubljana      | Slovenien   | BTC         |
| Canyon-SRAM Racing      | Tyskland    | LPR         |
| Cervélo Bigla           | Schweiz     | CBT         |
| Cylance                 | USA         | CPC         |
| Inpa Bianchi            | Italien     | ISG         |
| Hitec Products          | Norge       | HPU         |
| Lensworld-Zannata-Etixx | Belgien     | LZE         |
| Liv-Plantur             | Holland     | TLP         |
| Lotto Soudal            | Belgien     | LBL         |

| UCI-hold                        | UCI-hold       | UCI-hold |
| Holdets navn                    | Land           | Kode     |
| ------------------------------- | -------------- | -------- |
| Orica-AIS                       | Australien     | OGE      |
| Parkhotel Valkenburg            | Holland        | PHV      |
| Poitou Charentes Futuroscope 86 | Frankrig       | FUT      |
| Rabo Liv Women                  | Holland        | RBW      |
| SC Michela Fanini Rox           | Italien        | MIC      |
| Servetto Footon                 | Italien        | SEF      |
| Tibco-SVB                       | USA            | TIB      |
| Top Girls Fassa Bortolo         | Italien        | TOG      |
| Topsport Vlaanderen-Etixx       | Belgien        | VLL      |
| Twenty16-Ridebiker              | USA            | T16      |
| UnitedHealthcare Women's        | USA            | UHC      |
| Wiggle High5                    | Storbritannien | WHT      |

| Udvalgte landshold           | Udvalgte landshold | Udvalgte landshold |
| Holdets navn                 | Land               | Kode               |
| ---------------------------- | ------------------ | ------------------ |
| Udvalgt fransk landshold     | Frankrig           |                    |
| Udvalgt schweizisk landshold | Schweiz            |                    |

## Resultater
| Nr. | Rytter                     | Hold                | Tid        |
| --- | -------------------------- | ------------------- | ---------- |
| 1   | Lizzie Armitstead (GBR)    | Boels-Dolmans       | 3h 11' 10" |
| 2   | Megan Guarnier (USA)       | Boels-Dolmans       | + 1"       |
| 3   | Jolanda Neff (SUI)         | Servetto Footon     | + 4"       |
| 4   | Emma Johansson (SWE)       | Wiggle High5        | + 4"       |
| 5   | Alena Amialiusik (BLR)     | Canyon-SRAM         | + 4"       |
| 6   | Anna van der Breggen (NED) | Rabo-Liv            | + 4"       |
| 7   | Katarzyna Niewiadoma (POL) | Rabo-Liv            | + 11"      |
| 8   | Annemiek van Vleuten (NED) | Orica-AIS           | + 39"      |
| 9   | Lauren Kitchen (AUS)       | Team Hitec Products | + 39"      |
| 10  | Giorgia Bronzini (ITA)     | Wiggle High5        | + 39"      |